# Feld am See
Feld am See (fino al 1931 Feld) è un comune austriaco di 1 124 abitanti nel distretto di Villach-Land, in Carinzia. Nel 1973 fu soppresso e unito a Afritz per formare il nuovo comune di Feld am See-Afritz, ma nel 1991 i due comuni riacquistarono la loro autonomia.
È adagiato sulla riva settentrionale del Brennsee, nella stretta valle che da Villaco porta al lago di Millstatt e alla zona sciistica e termale di Bad Kleinkirchheim. Ospita un tracciato per slittino su pista naturale, sede dei Mondiali del 1982 e degli Europei del 1975.

## Geografia antropica

### Suddivisioni amministrative
Il territorio comprende 8 località (tra parentesi il nome in lingua slovena), di cui otto comuni catastali (quelli segnati con l'asterisco):
- Erlach (56 ab.)
- Feld am See (660 ab.)
- Feldpannalpe (3 ab.)
- Klamberg (53 ab.)
- Rauth (212 ab.)
- Schattseite (23 ab.)
- Untersee (28 ab.)
- Wiesen (41 ab.)